# 自然语言工具包

用NLTK生成的分析树

自然语言工具包（英語：Natural Language Toolkit，简称NLTK）是一套用Python编写的用于英语的自然语言处理（NLP）的函式庫和程序。它支持分类、词干提取、标记、解析和语义推理功能。它由宾夕法尼亚大学计算机和信息科学系的Steven Bird和Edward Loper开发。
NLTK旨在支持自然语言处理及相关领域的研究和教学，包括语言学、认知科学、人工智能、信息檢索、机器学习。